# Tríplice Coroa do Automobilismo
A Tríplice Coroa do Automobilismo é um título não oficial dado a um piloto que conquista as três mais prestigiadas corridas do automobilismo mundial ao longo de sua carreira, que são: o Grande Prêmio de Mônaco, as 500 Milhas de Indianápolis e as 24 Horas de Le Mans.
Como o Grande Prêmio de Mônaco e as 500 Milhas de Indianápolis acontecem sempre na mesma época, é difícil para um piloto conseguir disputar as duas provas no mesmo ano, uma vez que as provas acontecem em lados opostos do Oceano Atlântico, e desde 1961 fazem parte de competições distintas. Assim, considera-se que um piloto ganhou a tríplice coroa, mesmo ganhando as provas em anos distintos.

## Lista dos Vencedores da Tríplice Coroa
Até hoje, apenas um piloto logrou esta façanha: Graham Hill.
Muitos já ganharam 2 das 3 provas, Fernando Alonso e Juan Pablo Montoya por ainda estarem no ativo, são candidatos a este título.
| Piloto                                                 | Vencedor em Indianápolis | Vencedor em Le Mans | Vencedor do Grande Prêmio de Mônaco |
| ------------------------------------------------------ | ------------------------ | ------------------- | ----------------------------------- |
| Graham Hill                                            | 1966                     | 1972                | 1963, 1964, 1965, 1968 e 1969       |
| Os pilotos listados abaixo conseguiram 2 dos 3 títulos |                          |                     |                                     |
| Juan Pablo Montoya                                     | 2000 e 2015              | —                   | 2003                                |
| Tazio Nuvolari                                         | —                        | 1933                | 1932                                |
| Maurice Trintignant                                    | —                        | 1954                | 1955 e 1958                         |
| A.J. Foyt                                              | 1961, 1964, 1967 e 1977  | 1967                | —                                   |
| Bruce McLaren                                          | —                        | 1966                | 1962                                |
| Jochen Rindt                                           | —                        | 1965                | 1970                                |
| Fernando Alonso                                        | —                        | 2018, 2019          | 2006 e 2007                         |

Nota: Pilotos destacados em negrito ainda estão na ativa.

## Tríplice Coroa da Formula Indy

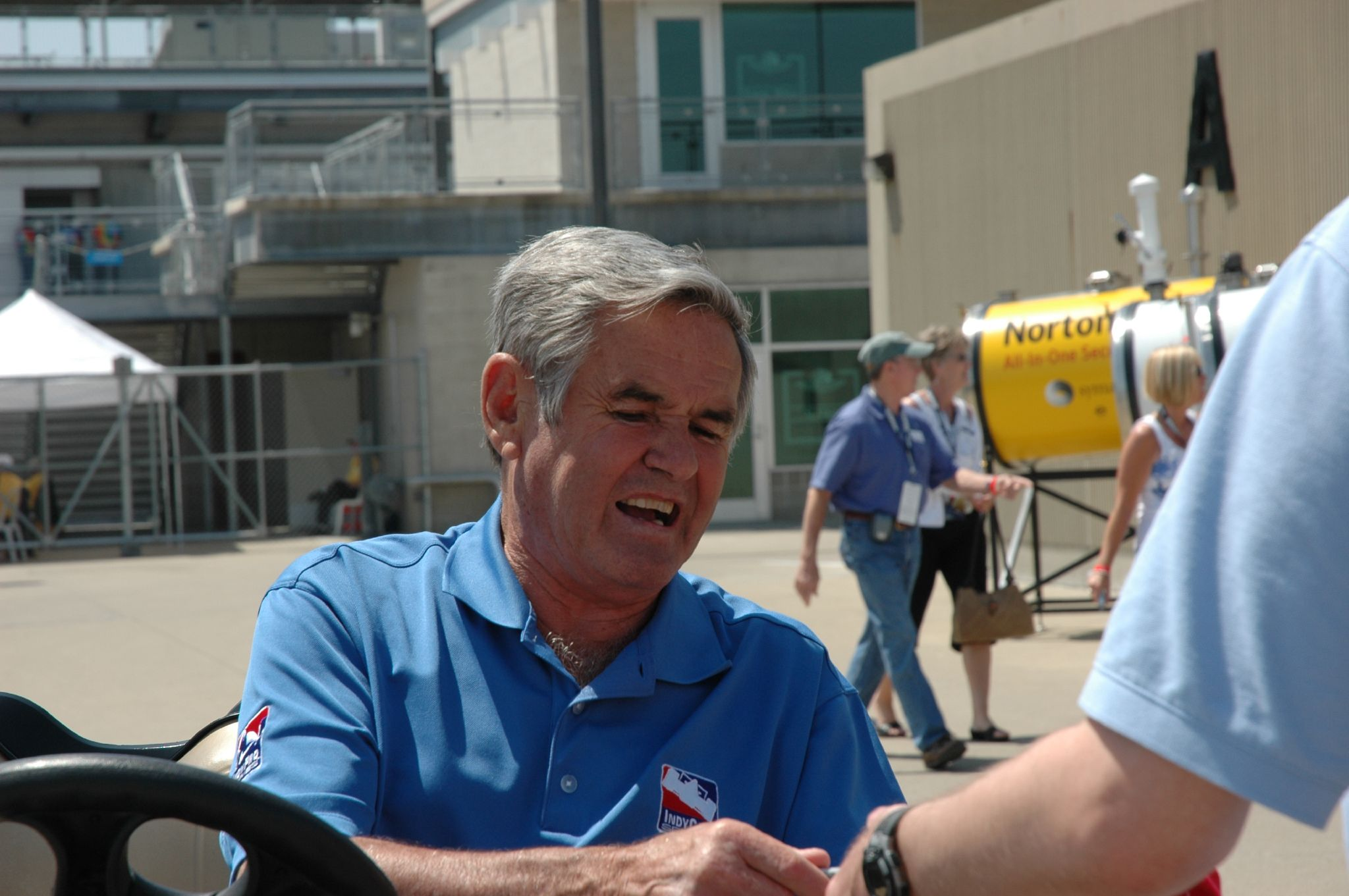
Al Unser, único vencedor da Tríplice Coroa da Formula Indy.

A Tríplice Coroa da Formula Indy é dada ao piloto que conseguir ganhar, num mesmo ano, as 3 mais duras provas de 500 milhas do calendário, que são: 500 Milhas de Indianápolis, 500 Milhas de Pocono, e 500 Milhas de Ontario. Al Unser (1978) é o único piloto a conseguir este título. Em 1980, a pista de Ontario foi fechada, e então substituída por Michigan-500. Porém, com este novo formato, ninguém ainda conseguiu conquistá-la.
| Piloto                                                  | Vencedor em Indianápolis | Vencedor em Pocono      | Vencedor em Ontario/Michigan |
| ------------------------------------------------------- | ------------------------ | ----------------------- | ---------------------------- |
| Al Unser                                                | 1978                     | 1978                    | 1978                         |
| Os pilotos listados abaixo conseguiram 2 das 3 corridas |                          |                         |                              |
| Johnny Rutherford                                       | 1974                     | 1974                    | —                            |
| A.J. Foyt                                               | —                        | 1975 (Pocono e Ontario) | 1975 (Pocono e Ontario)      |
| Bobby Unser                                             | —                        | 1980 (Pocono e Ontario) | 1980 (Pocono e Ontario)      |
| Gordon Johncock                                         | 1982                     | —                       | 1982 (Michigan)              |
| Rick Mears                                              | 1991                     | —                       | 1991 (Michigan)              |
| Juan Pablo Montoya                                      | 2000                     | —                       | 2000 (Michigan)              |

## Tríplice Coroa da Endurance Racing

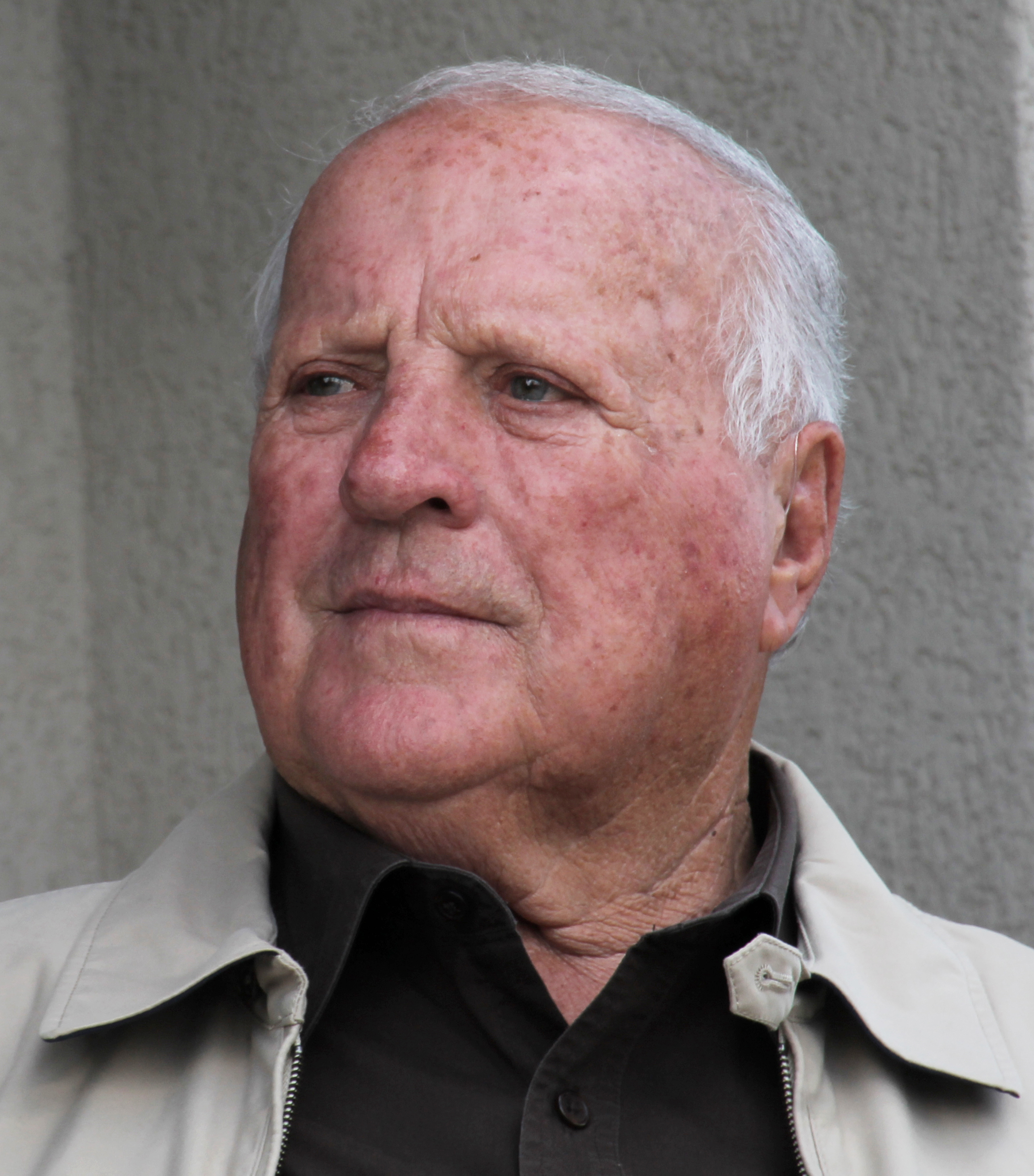
A. J. Foyt, quase ganhador da Triplice Coroa do Automobilismo, e vencedor da Tríplice Coroa da Endurance Racing.

A Tríplice Coroa da Endurance Racing, que é dada ao piloto que conseguir ganhar, num mesmo ano, as 3 mais duras provas de Endurance do calendário que são: 24 Horas de Le Mans, 24 Horas de Daytona e 12 Horas de Sebring. Este título já foi conquistado por 11 pilotos, a saber: Hans Herrmann,  Jackie Oliver, Jacky Ickx, Hurley Haywood, A. J. Foyt, Al Holbert, Andy Wallace, Mauro Baldi, Marco Werner, Timo Bernhard, Nick Tandy.

## Curiosidades
- Em 1967, A. J. Foyt venceu as 500 Milhas de Indianápolis e as 24 Horas de Le Mans num intervalo de apenas 2 semanas entre as provas.
- O escocês Jim Clark é, até hoje, o único piloto a vencer as 500 Milhas de Indianápolis e ser campeão mundial de F1 no mesmo ano.[9] Foi 3° lugar geral em Le Mans no ano de 1960 sendo que nunca venceu o grande prêmio de Mônaco.
- O americano Phil Hill é, até hoje, o único piloto a vencer as 24 horas de Le Mans e ser campeão mundial de F1 no mesmo ano.
- Juan Manuel Fangio esteve perto de vencer a prova de Le Mans em 1955, fato que não aconteceu por abandonar voluntariamente a prova após o Desastre de Le Mans em 1955, um acidente que matou 84 pessoas entre eles o piloto Pierre Levegh. Fangio venceu o Grande Prêmio de Mônaco e o campeonato mundial e esteve perto de competir nas 500 Milhas de Indianápolis de 1958.
- Conquistas simultâneas de compatriotas no GP de Mônaco e na Indy 500 são raríssimas. Apenas em 5 oportunidades pilotos de uma mesma nacionalidade venceram as duas provas no mesmo ano, a saber:

| Ano  | Nacionalidade | Mônaco           | Indianapolis       | Ref.   |
| ---- | ------------- | ---------------- | ------------------ | ------ |
| 1965 | Britânicos    | Graham Hill      | Jim Clark          | [ 10 ] |
| 1966 | Britânicos    | Jackie Stewart   | Graham Hill        | [ 10 ] |
| 1989 | Brasileiros   | Ayrton Senna     | Emerson Fittipaldi | [ 10 ] |
| 1993 | Brasileiros   | Ayrton Senna     | Emerson Fittipaldi | [ 10 ] |
| 2018 | Australianos  | Daniel Ricciardo | Will Power         | [ 10 ] |